# داء القريباوات

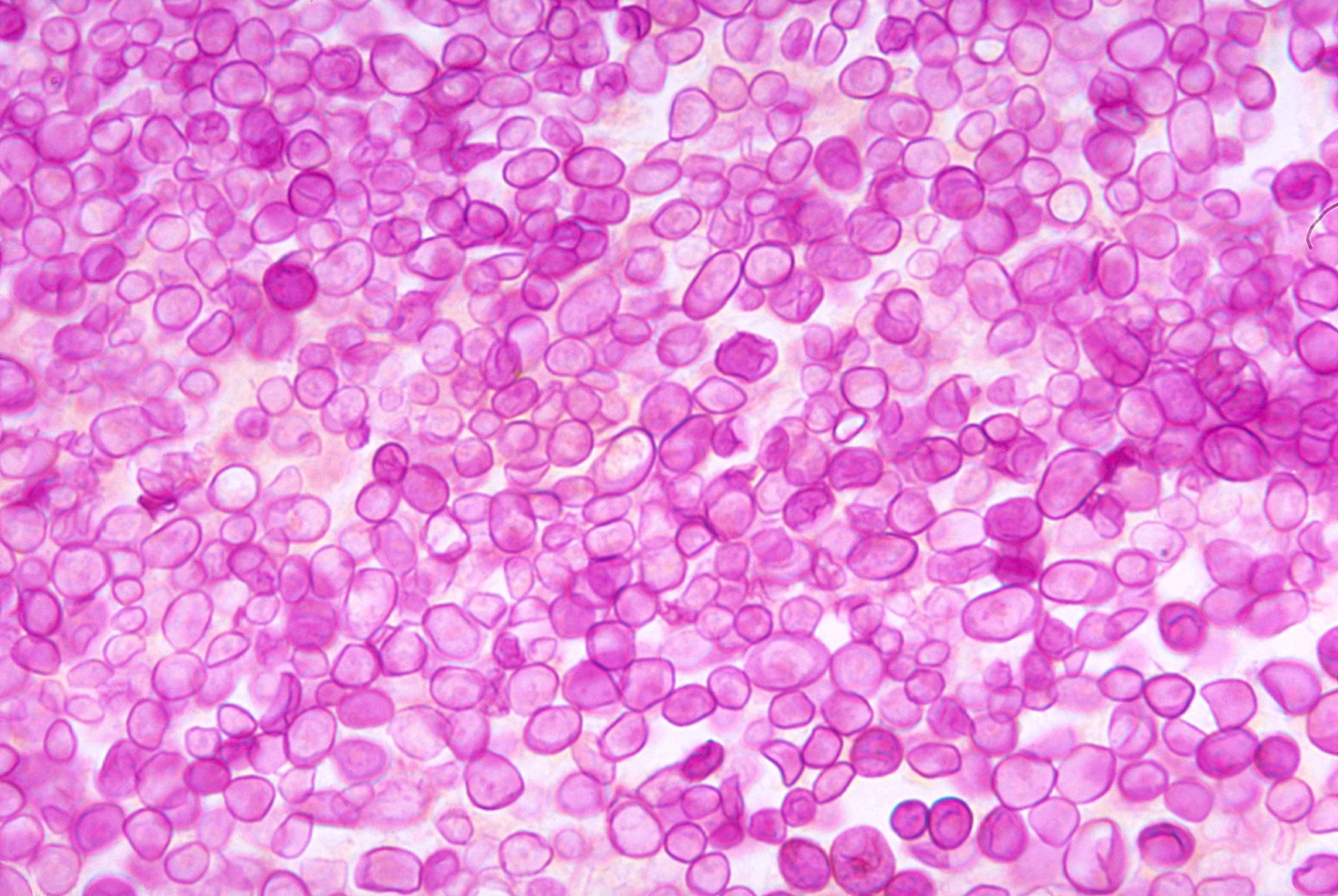
مقطع مجهري لنسيج كلب مصاب بعدوى القريباء الزوبفية.

داء القُرَيْبَاوات (بالإنجليزية: Protothecosis)‏، هو عبارة خمج طحلبي جلدي مزمن يصيب عادة الكلاب والقطط والماشية، وفي حالات أخرى نادرة يمكن أن يصيب البشر كذلك. يرجع سبب هذا المرض إلى نوع من الفطر الطحلبي، المعروفة باسم «القريباء» (Prototheca) التي تتميز بافتقارها لليخضور. من بين أنواع القريباء هناك نوعان يعدان الأكثر شيوعا هما «القُرَيباءُ الوِيكِرهامِيَّة» و«القُرَيباءُ الزُوبْفِيَّة»، حيث من المعروف أن كلاهما يسبب هذا النوع من المرض عند الكلاب، في حين أن معظم الحالات البشرية يكون سببها «القريباء الوكرهامية». يمكن إيجاد طحلب القريباء في مياه الصرف الصحي والتربة في جميع أنحاء العالم.
العدوى بهذا الداء هو نادرة على الرغم من التعرض الشديد، حيث يمكن أن تكون الإصابة على صلة بجهاز مناعي مختل بالإضافة إلى تواجد المسبب. عند الكلاب، تعد إناثها بالإضافة لنوع كلاب الكولي (نوع من كلاب الرعاة) هي الأكثر تأثرا به.
حددت أول حالة إصابة بشرية بداء القريباوات في سنة 1964 بجمهورية سيراليون.

## العلاج
يؤدي داء القريباوات  إلى آفة جلدية مزمنة، يمكنها الانتشار في أنحاء أخرى من الجسم، ليصبح من الصعب علاجه. لكن بعض المركبات أثبتت فعاليتها في معالجة هذا الخمج الفطري، مثل مركب الأمفوتيريسين ب، الذي يبدو أنه مضاد الفطور الأكثر فعالية.

## الكائن الحي المسؤول
يعتقد أن طحلب القريباء نتجت عن طفرة جينية تحول خلالها طحلب الماء العذب الوحيد الخلية المسمى أيضا العرمض (Chlorella) إلى ما يسمى الآن القريباء. مع ذلك، في الوقت الذي يحتوى فيه جدار خلية العرمض على الجلاكتوز والجالكتوزامين في جدار الخلية، نجد أن القريباء لا تحتويه. أيضا، هناك اختلاف آخر يتمثل في كون العرمض يحصل على كامل طاقته من خلال عملية التركيب الضوئي، في حين أن القريباء تتميز بنظام تغذية استذابية، تعتمد على المواد العضوية الميتة والمتحللة. عندما تم عزل القريباء لأول مرة سنة 1894 من المرض البكتيري المسمى «التدفق الغروي» (بالإنجليزية: Slime flux)‏ على الأشجار، كان يعتقد أنه نوع من الفطر ، يتراوح حجم القريباء في العادة ما بين 2 و 15 ميكرومتر.

## داء القريباوات عند الماشية
الماشية أيضا يمكن أن تصاب بإلتهابا الأمعاء والتهاب الثدي القريبي (protothecal). يستوطن مرض التهاب الثدي القريبي على سبيل المثال جميع أنحاء العالم، على الرغم من أن معظم حالات القطعان المصابة، التي تم الإبلاغ عنها توجد في ألمانيا والولايات المتحدة والبرازيل.

## داء القريباوات عند الكلاب
انتشار داء القريباوات هو الأكثر شيوعا عند الكلاب. حيث تدخل الطحالب الجسم عن طريق الفم أو الأنف وتسبب الإصابة على مستوى الأمعاء، ومن تم الانتشار إلى العين والدماغ والكلى. الأعراض يمكن أن تشمل الإسهال، فقدان الوزن، الضعف، التهاب في العين (التهاب العنبية)، انفصال الشبكية، ترنح، ونوبات صرع.
الكلاب التي تعاني من عمى حاد مصاحب بالإسهال، تطور عنها مشكلا انفصال الشبكية النضحي، ينبغي تقييمها على الفور لكشف ما إذا كان السبب هو داء القريباوات. عملية التشخيص تتم من خلال تقنية الزرع أو مباشرة من خلال البحث الكائن المسبب للداء في عينة من انسجة المريض (إختبار الخزعة، السائل المخي النخاعي، الجسم الزجاجي، أو البول.
علاج الشكل المنتشر عند الكلاب صعب جدا، بالرغم من أن استخدام الأدوية المضادة للفطريات كان ناجحا في حالات قليلة. بعد تشخيص الإصابة بداء القريباوات الجلدي، يتم الاعتماد على الخيارات الجراحية بالدرجة الأولى. مآل النوع المنتشر منه بعطي عواقب خطيرة، قد يكون سببها التأخر في التعرف عليه وعلاجه.